# Norrporten Arena

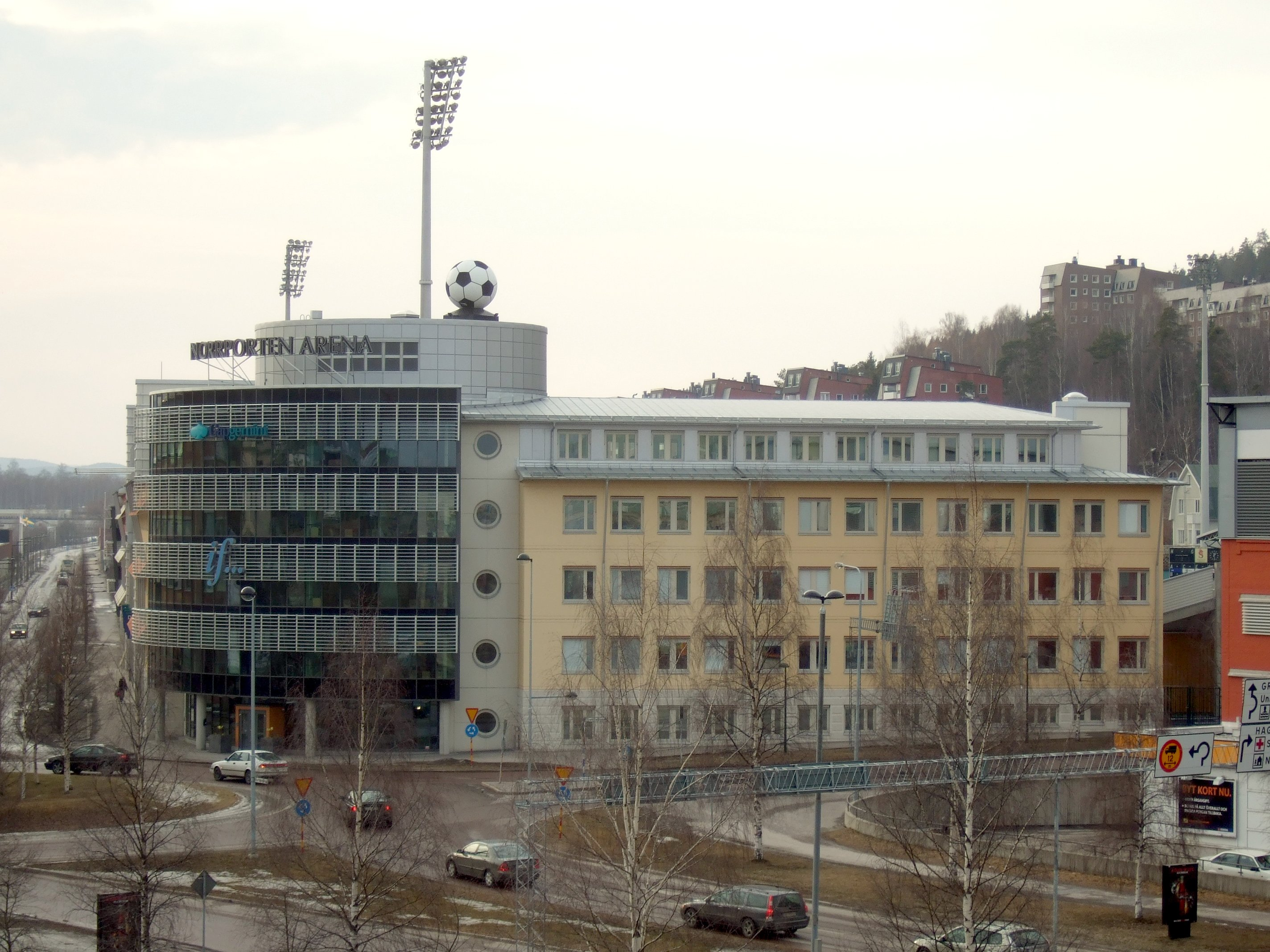
Das Stadiongebäude von Osten aus gesehen

Die Norrporten Arena ist ein Fußballstadion in der schwedischen Stadt Sundsvall. Das Stadion ist die Heimspielstätte des schwedischen Erstligisten GIF Sundsvall und des Frauenfußballvereins Sundsvalls DFF aus der Damallsvenskan.
Das heutige Stadion wurde in den Jahren 2001 und 2002 erbaut und wurde am 9. Juni 2002 durch den schwedischen König Carl XVI. Gustaf eingeweiht. Das Stadion hieß zunächst, wie vor dem Um/Neubau, schlicht Sundsvalls Idrottspark (dt.: Sundsvalls Sportpark) und wurde erst im Januar 2006 Jahr in Norrporten Arena umbenannt.
Neben der Verwendung als Sportstätte ist das Stadion auch Veranstaltungsort für Konzerte.

## Fakten
- Die Publikumskapazität liegt heute bei ca. 8.800 Zuschauern. Alles sind Sitzplätze, wovon 5.000 überdacht sind.
- Die Spielfläche hat die Maße 105 m × 68 m und besteht aus Kunstrasen.
- Das neue Stadion kostete 150 Mio. Kronen.